# Маннгейм, Карл
Карл Маннге́йм (нем. Karl Mannheim, венг. Mannheim Károly; 27 марта 1893, Будапешт — 9 января 1947, Лондон) — английский социолог и философ австрийского происхождения, один из основоположников направления социологии знания.

## Биография
Карл Мангейм родился 27 марта 1893 года в Будапеште в семье венгра по отцу, торговцу текстилем, и матери-еврейки из Германии. Учился в университетах Будапешта, Фрайбурга, Гейдельберга, Парижа. В Будапештском университете получил докторскую степень в области философии. Взгляды Маннгейма формировались под влиянием идей Генриха Риккерта, Дьёрдя Лукача, Эдмунда Гуссерля, Альфреда и Макса Вебера, Георга Зиммеля, Оскара Яси, Макса Шелера, Б. Залоша, Э. Ласка — в традициях неокантианства, феноменологии, марксизма (в трактовке раннего Д. Лукача).
Во время жизни в Венгрии был близок к левым кругам, входил, наряду с Дьёрдем Лукачем, Карлом Поланьи и Белой Балажем, в «Воскресный» и «Галилеевский» кружки. После провозглашения Венгерской советской республики (1919) был назначен преподавателем, после падения ВСР и контрреволюционного террора на родине эмигрировал в Германию. С 1925 г. — приват-доцент философии Гейдельбергского университета, с 1929 г.— профессор социологии и национальной экономики на кафедре Ф. Оппенгеймера во Франкфурте-на-Майне.
С 1933 г., эмигрировав в Великобританию, читал лекции по социологии в Лондонской школе экономики и политических наук, с 1941 г. — в Институте образования при Лондонском университете, где в 1945 г. стал профессором педагогики. Незадолго до смерти — руководитель отдела ЮНЕСКО. Являлся инициатором и редактором «Международной библиотеки по социологии и социальной реконструкции», способствовал конституированию социологии как учебной дисциплины в Англии.
В первый, «немецкий», период, наиболее продуктивный с творческой точки зрения, Маннгейм занимался проблемами интерпретации «духовных образований», теорией познания сначала в русле философии культуры (Seele und Kultur. Budapest, 1918) и гносеологизма (Die Struktur-analyse der Erkenntnistheorie. В., 1922), затем разработал собственную философо-социологическую методологию — социологию познания, или социологию мышления (Historismus. 1924; Das Problem einer Sociologie des Wissens. 1925; Ideologische und soziologische Interpretation der geistigen Gebilde. 1926). В дальнейших работах Маннгейм углубляет свою социологическую методологию, развивая её категориальный аппарат на конкретном социально-историческом материале — исследует источники консервативного стиля мышления в Германии, феномен поколенческого единства, проблемы конкуренции в духовной сфере, сущность идеологии и утопического сознания.
Во второй, «английский», период занимался главным образом популяризацией социологии познания, развивал её идеи в сфере теории культуры, культурной и образовательной политики. Заимствовав марксистское положение о зависимости общественного сознания от общественного бытия и социальной обусловленности познания, Маннгейм вслед за Шелером полагал, что общественное бытие не сводится только к «экономическим отношениям производства».

## Социологические и философские взгляды
Согласно Маннгейму, задача социологии знания заключается в анализе социально-исторической обусловленности мышления — как теоретического, так и обыденного — и разработке учения о «внетеоретических условиях знания». Анализируя марксистское понятие идеологии, он выделяет в нём два различных значения: «частичная» идеология проявляется там, где имеет место более или менее осознанное искажение фактов, продиктованное социальными интересами субъекта; «тотальная» идеология отражает своеобразие всей структуры сознания целой социальной группы, класса или даже эпохи.
С точки зрения Маннгейма, всего существуют два типа коллективных представлений: собственно идеологии — мышление господствующих социальных групп, и утопии — мышление угнетенных слоев. С помощью этих понятий Маннгейм пытается показать динамику в сфере идей, а главное — сделать социологию знания научным фундаментом политики и политического образования, формируя таким образом более прочные основания для демократии.
В отношении достижимости научной истины Маннгейм придерживается т. н. «реляционизма», согласно которому знание всегда относительно, так как может быть сформулировано только в соотнесении с определённой социально-исторической позицией, и который большинство критиков причисляют к релятивизму.
Идеи Маннгейма оказали большое влияние на социологическую мысль Запада. Хотя у него не было продолжателей, безоговорочно принявших его социологическую методологию, конкретные историческо-социологические исследования Маннгейма признаны классическими (Историческая социология). Можно сказать, что здесь Маннгейм в определённой мере является предтечей «социологического поворота» в философии науки, хотя он и не распространяет свои выводы на сферу естественнонаучного знания.

## Идеология и утопия
«Идеология и утопия» (нем. Ideologie und Utopie) — философская работа, написанная Карлом Маннгеймом в 1929 году. Работа начинается с предложения: «Задача данной книги показать, как люди действительно мыслят». Маннгейм разрабатывает свой метод, называя его социологией знания, далее автор дает пояснение, что социология знания пытается понять мышление в связи с социальной и исторической ситуацией, вот что пишет сам Маннгейм: «Лишь в весьма ограниченном смысле индивид сам создает тип языка и мышления, который мы связываем с ним. Он говорит языком своей группы, мыслит в формах своей группы». В этом смысле для Маннгейма понятие класса, места и поколения — центральные понятия.
Далее «способ мышления» автор связывает с понятиями идеологии и утопии. Маннгейм понимает идеологию схожим образом с Карлом Марксом, а именно как способ мысли, скрывающий реальные условия жизни в пользу идеи правящего класса. «В слове „идеология“ имплицитно содержится понимание того, что в определённых ситуациях коллективное бессознательное определённых групп скрывает действительное состояние общества как от себя, так и от других, тем самым стабилизируя его».
Как и в случае с идеологией, утопический способ мышления не может правильно диагностировать общество в том виде, в каком оно существует на самом деле. Происходит же это потому что утопическое мышление нацелено на разрушение или изменение конкретных элементов общественной жизни, поэтому позже Поль Рикёр в своих «Лекциях об идеологии и утопии», разбирая Маннгейма, одной из составляющей утопии назовет эскапизм. Утопическое мышление стремится изменить текущий общественный порядок, в то время как идеологическое мышление стремится его сохранить.
Доминирующая идеология или утопия общества может измениться только когда меняется социальная основа тех, кто участвует в коллективном формировании и поддержании образа мышления. Именно борьба двух способов мышления, по Маннгейму, формируют социальные взаимодействия.
«Невозможно сделать ни одно значимое утверждение относительно фактической детерминации идей, не имея архимедовой точки, которая находилась бы по ту сторону любой фактической детерминации…». В этом заключается основной посыл маннгеймовской социологии знания. Именно разработки социологии знания оказали огромную роль на формирование неклассических эпистемологий в дальнейшем. Маннгейм — один из первых исследователей, который проблематизировал социальный контекст знания, является ключевой фигурой для современной эпистемологии.

## Сочинения
- «Идеология и утопия» (Ideologie und Utopie. Bonn, 1929.)
- Манхейм К. Эссе о социологии культуры. — М.; СПб.: Университетская книга, 2000. — С. 7-232. — 501 с. (1933)
- Манхейм К. Социологическая теория культуры в ее познаваемости. — М.; СПб.: Университетская книга, 2000. — С. 333-494. — 501 с. (1936)
- Манхейм К. О специфике культурно-социологического познания. — М.; СПб.: Университетская книга, 2000. — С. 234-333. — 501 с. (1936)
- Diagnosis of our time: Wartime essays of a sociologist. — L., 1943.
- Freedom, power and democratic planning. — L., 1950.
- Wissenssociologie. Auswahl aus dem Werk. — B. und Newied, 1964.

### Издания на русском языке
- Структурный анализ эпистемологии: Специализир. информ. по общеакад. прогр. «Человек, наука, общество: комплекс. исслед.» : К XIX Всемир. филос. конгр. / Сокр. пер. и предисл. Е. Я. Додина; Рос. акад. наук, ИНИОН, Всесоюз. межвед. центр наук о человеке при президиуме РАН. — М.: ИНИОН, 1992.
- Проблема интеллигенции. Исследования её роли в прошлом и настоящем. — М., 1993
- Манхейм Карл Избранное. Диагноз нашего времени. — М.: Юристъ, 1994. — 704 с.
  - Идеология и утопия. — С. 7—276.
- Избранное: Социология культуры. — М.—СПб.: Университетская книга, 2000.